# 846년

## 연호
- 당(唐) 회창(會昌) 6년
- 일본(日本) 조와(承和) 13년

## 기년
- 당(唐) 무종(武宗) 6년
- 신라(新羅) 문성왕(文聖王) 8년
- 발해(渤海) 대이진(大彝震) 17년

## 사건
- 장보고, 청해진에서 염장에게 죽임을 당함.
- 염장이 자신의 수하 백경과 함께 반란을 일으킴.

## 탄생
- 11월 1일 - 루이 2세, 프랑크 왕국의 왕.
- 신라(新羅)의 48대 국왕(國王) 경문왕(景文王)

## 사망
- 신라(新羅)의 무신(武臣) 장보고(張保皐)
- 당(唐) 시인(詩人)이자 정치인(政治人) 백거이(白居易)